# Johan Hendrik Weissenbruch
Johan Hendrik Weissenbruch (né le 30 novembre 1824 à La Haye aux Pays-Bas - mort le 14 mars 1903 à La Haye également aux Pays-Bas) est un peintre néerlandais appartenant à l'école de La Haye.

## Biographie
Il suit des leçons de dessin dès l'âge de 16 ans. En 1843, il entre à l'Académie des Beaux-Arts de La Haye. Il subit alors l'influence du peintre paysagiste Andreas Schelfhout, tout en admirant l'œuvre du grand artiste hollandais du XVIIe siècle Jacob van Ruisdael. Tout comme ce dernier, il accorde  dans ses toiles une importance prépondérante aux ciels et des soins délicats au jaillissement de la lumière. 
À l'âge de 70 ans, il se rend à Barbizon où il peint ses célèbres tableaux de scènes de forêt. Ce pèlerinage à Barbizon est également l'occasion pour lui de rendre hommage aux peintres de l'École de Barbizon, dont il a aussi subi l'influence.

## Galerie

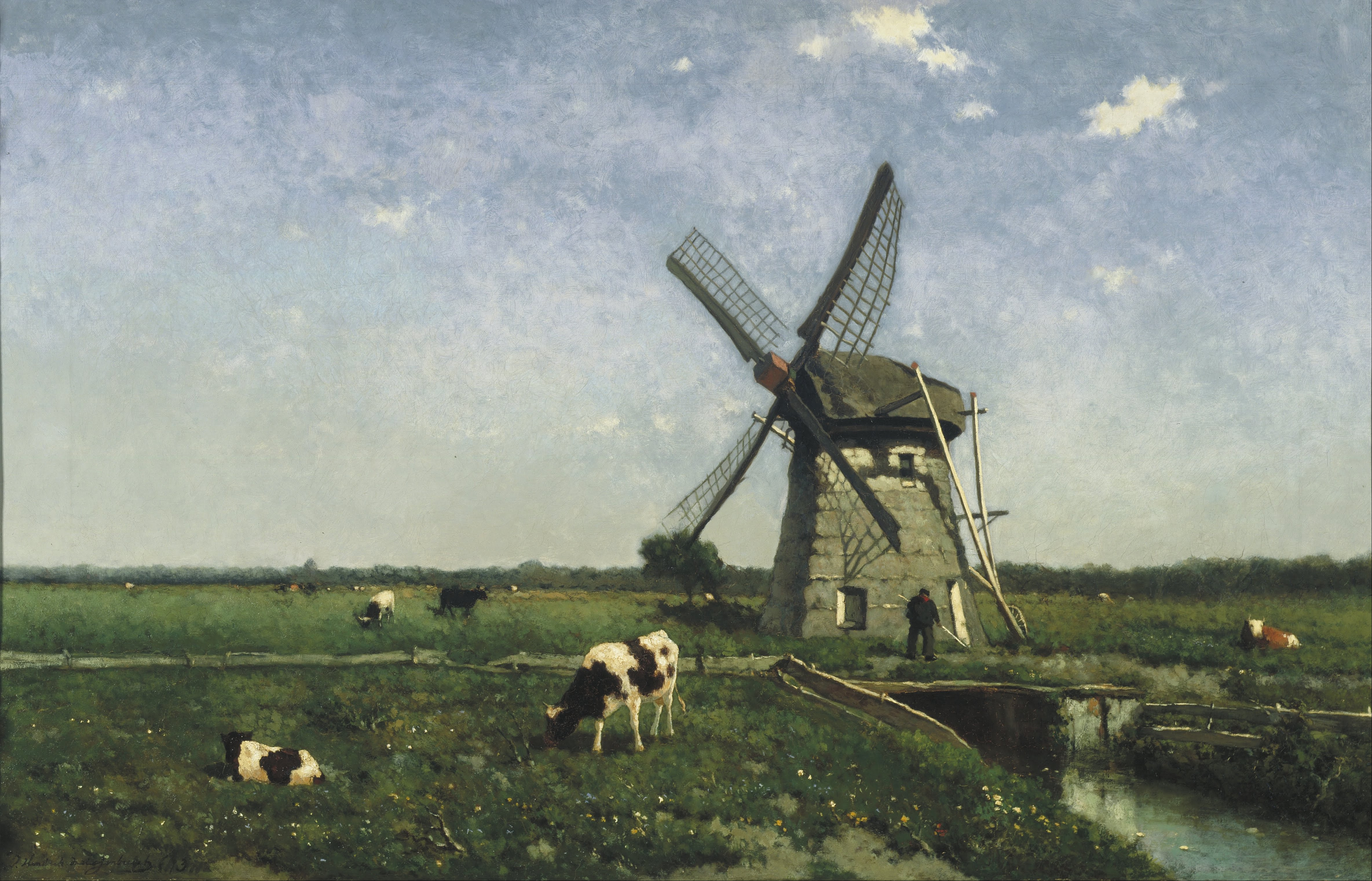
Paysage au moulin près de Schiedam (1873).
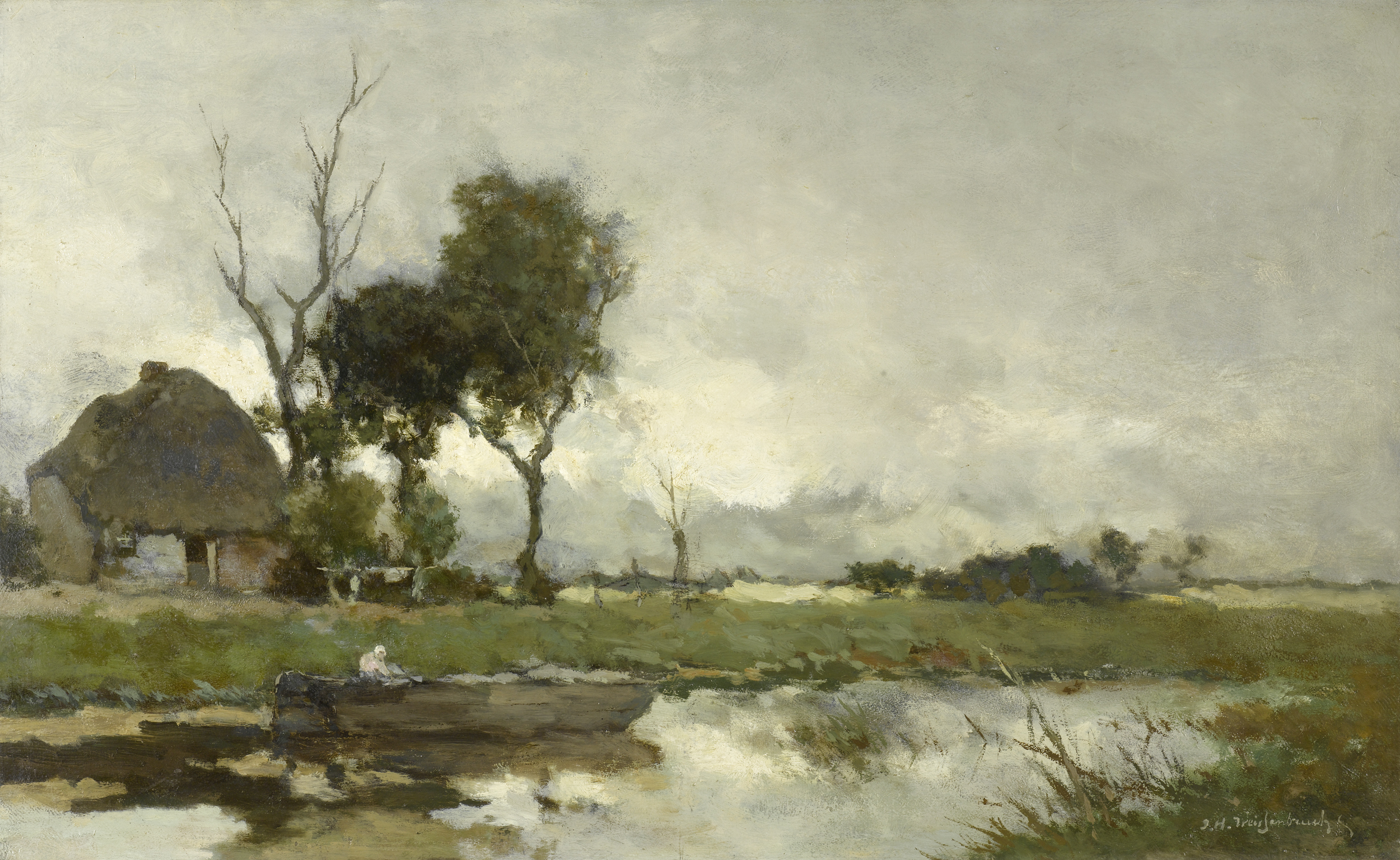
Paysage d'automne (après 1870).
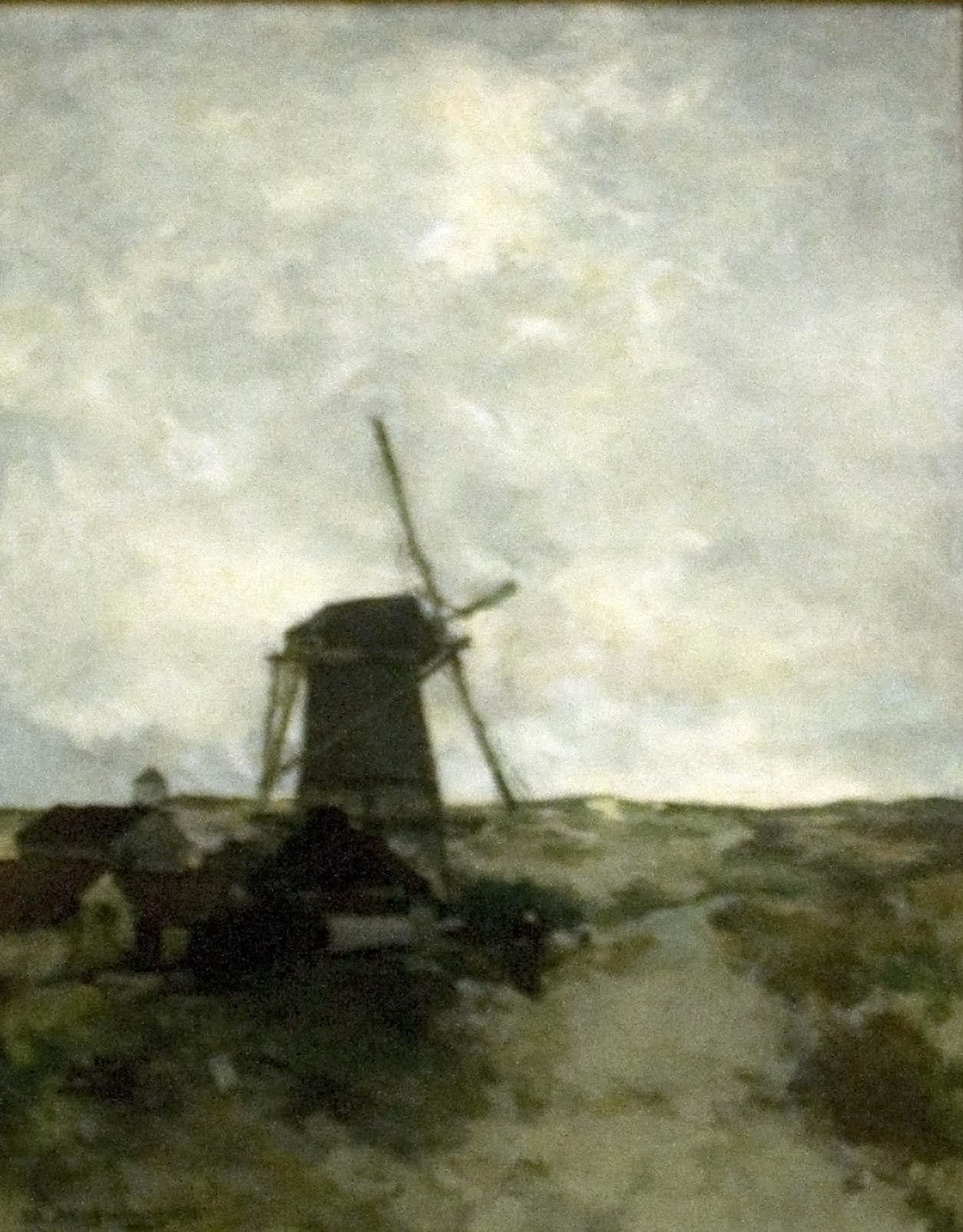
Le Moulin à vent (1899).
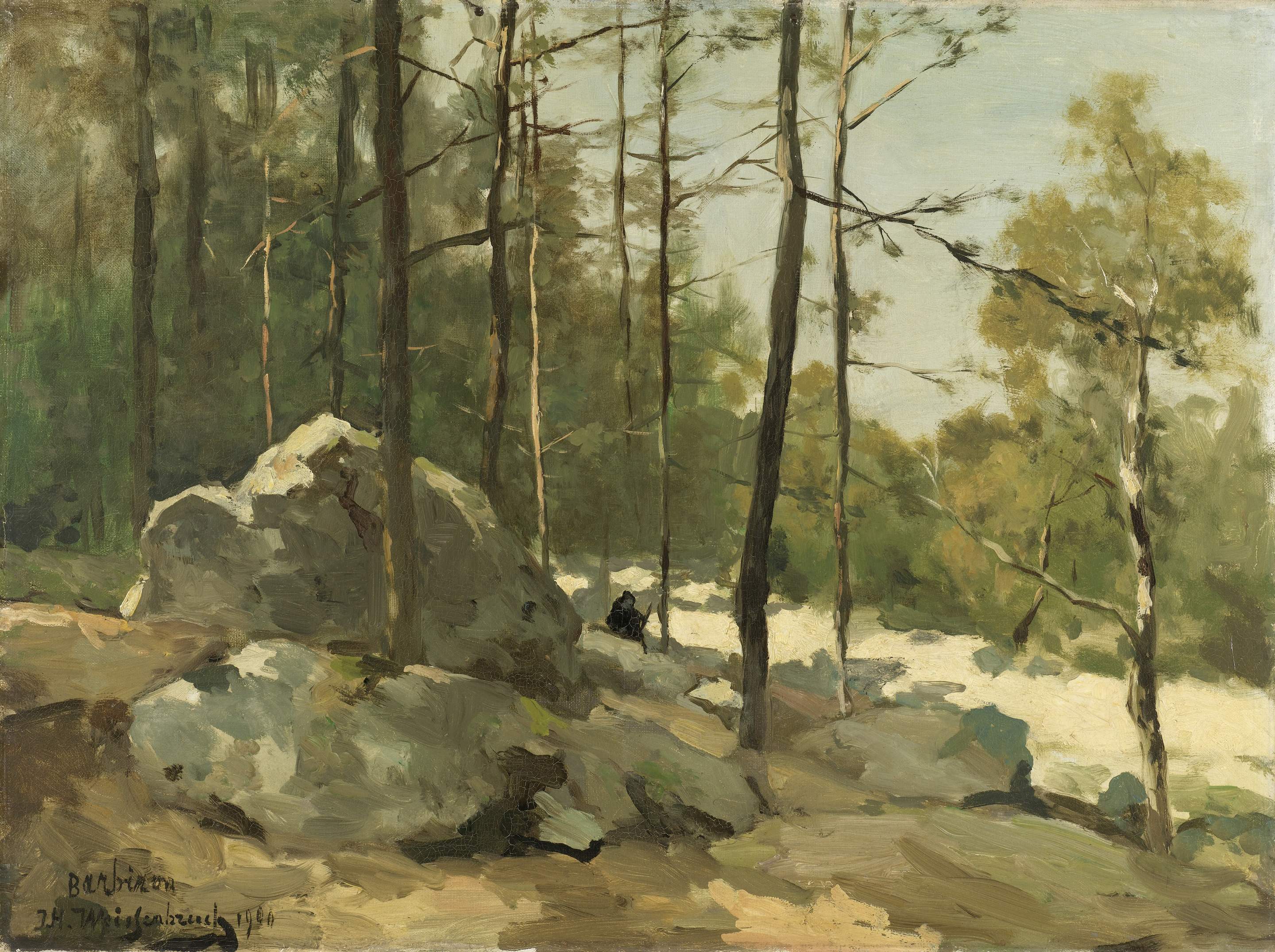
Vue d'une forêt près de Barbizon (1900)